# Faculdade União de Goyazes
UniGoyazes - Centro Universitário Goyazes é uma instituição particular de ensino superior de Trindade, Goiás. Com a nomenclatura UniGoyazes, é reconhecida pelo Ministério da Educação e possui cursos exclusivos da área de biológicas e da Saúde (como Medicina Veterinaria, Fisioterapia, Farmácia, Nutrição, Biomedicina, Enfermagem e Odontologia).